# Cratere Richardson (Luna)
Richardson è un grande cratere lunare di 162,56 km situato nella parte nord-occidentale della faccia nascosta della Luna.
Il cratere è dedicato al fisico britannico Owen Willans Richardson.